# ドラガン・ディミッチ
ドラガン・ディミッチ（Dragan Dimić、1981年10月14日 - ）は、セルビア出身のプロサッカー選手。ポジションはFW。

## 来歴
2007年よりFKアウストリア・ウィーンに所属するが、トップチームでの出場は1試合のみで、主に2部のアマチュアチームでプレーした。トップチームでの唯一の出場は2008年10月18日のブンデスリーガ第13節LASKリンツ戦で、背番号28をつけた ディミッチは77分から途中出場し、アウストリアは5対0で勝利した。2010年はレギオナルリーガ（オーストリア3部）のSVホルンでプレー、12試合に出場して5得点を挙げた。ディミッチが得点した5試合、ホルンはいずれも勝利した。このシーズンは2枚の警告を受けたほか、オーストリア・カップ1回戦のSKシュトゥルム・グラーツ戦では非スポーツマン行為を行ったとしてレッドカードを受けている。
2011年、FC町田ゼルビアに移籍。13ゴール、20以上のアシストを記録し、J2昇格に貢献した。2012年をもって退団。
2013年から2シーズンに渡ってレギオナルリーガ（オーストリア3部）のクラブにてプレー、その後は4部以下のリーグでプレーしている。

## 個人成績
2012年12月15日現在
| クラブ成績   | クラブ成績                   | クラブ成績   | リーグ | リーグ | カップ | カップ | 通算 | 通算 |
| シーズン     | クラブ                       | リーグ       | 出場   | 得点   | 出場   | 得点   | 出場 | 得点 |
| オーストリア | オーストリア                 | オーストリア | リーグ | リーグ | ÖFB杯  | ÖFB杯  | 通算 | 通算 |
| ------------ | ---------------------------- | ------------ | ------ | ------ | ------ | ------ | ---- | ---- |
| 2006-07      | FKアウストリア・ウィーン (A) | 2部          | 11     | 2      | 0      | 0      | 11   | 2    |
| 2007-08      | FKアウストリア・ウィーン (A) | 2部          | 25     | 2      | 0      | 0      | 25   | 2    |
| 2008-09      | FKアウストリア・ウィーン (A) | 2部          | 29     | 5      | 5      | 1      | 35   | 6    |
| 2008-09      | FKアウストリア・ウィーン     | 1部          | 1      | 0      | 0      | 0      | 1    | 0    |
| 2009-10      | FKアウストリア・ウィーン (A) | 2部          | 32     | 8      | 2      | 0      | 34   | 8    |
| 2010-11      | SVホルン                     | 3部          | 12     | 5      | 1      | 0      | 13   | 5    |
| 日本         | 日本                         | 日本         | リーグ | リーグ | 天皇杯 | 天皇杯 | 通算 | 通算 |
| 2011         | 町田                         | JFL          | 32     | 13     | 2      | 1      | 34   | 14   |
| 2012         | 町田                         | J2           | 32     | 4      | 2      | 1      | 34   | 5    |
| オーストリア | オーストリア                 | オーストリア | リーグ | リーグ | ÖFB杯  | ÖFB杯  | 通算 | 通算 |
| 2013-14      | ヴィーナー・スポーツクラブ   | 3部          |        |        |        |        |      |      |
| 2014-        | SK Vorwärts Steyr            | 3部          |        |        |        |        |      |      |
| 通算         | オーストリア                 | オーストリア | 110    | 22     | 8      | 1      | 132  | 23   |
| 通算         | 日本                         | 日本         | 64     | 17     | 4      | 2      | 68   | 19   |
| 総通算       | 総通算                       | 総通算       | 174    | 39     | 12     | 3      | 200  | 42   |